# Microphthalmus riojai
Microphthalmus riojai är en ringmaskart som beskrevs av Reish 1968. Microphthalmus riojai ingår i släktet Microphthalmus och familjen Hesionidae. Inga underarter finns listade i Catalogue of Life.